# سید ابراهیم عامریان
سید ابراهیم عامریان (زادهٔ ۱ اسفند ۱۳۶۰ در شیراز) تهیه‌کننده و کارگردان اهل ایران است. وی تهیه‌کنندهٔ فیلم‌های پرفروشی همچون انفرادی، دینامیت، فسیل، تگزاس ۳ و هفتاد سی است. او همچنین مالک دفتر پخش سینمایی عامریان فیلم است.

## فیلم‌شناسی
| سال  | نام اثر           | سمت                  | کارگردان                         | توضیحات           |
| ---- | ----------------- | -------------------- | -------------------------------- | ----------------- |
| ۱۴۰۳ | اجل معلق          | تهیه‌کننده            | عادل تبریزی                      | سریال نمایش خانگی |
| ۱۴۰۳ | خانوم والده       | تهیه‌کننده            | سهیل موفق                        | سینمایی           |
| ۱۴۰۳ | کفایت مذاکرات     | تهیه‌کننده            | سهیل موفق                        | سینمایی           |
| ۱۴۰۲ | تگزاس ۳           | تهیه‌کننده            | سید مسعود اطیابی                 | سینمایی           |
| ۱۴۰۲ | مرد عینکی         | تهیه‌کننده            | کریم امینی                       | سینمایی           |
| ۱۴۰۲ | هفتاد سی          | تهیه‌کننده            | بهرام افشاری                     | سینمایی           |
| ۱۴۰۲ | خانه خاکستری      | تهیه‌کننده            | بهرام افشاری                     | فیلم کوتاه        |
| ۱۴۰۱ | آنتن              | تهیه‌کننده و کارگردان | سید ابراهیم عامریان              | سریال نمایش خانگی |
| ۱۴۰۰ | نارگیل            | تهیه‌کننده و کارگردان | سید ابراهیم عامریان و حمزه صالحی | سریال نمایش خانگی |
| ۱۴۰۰ | پیرپسر            | سرمایه‌گذار           | اکتای براهنی                     | سینمایی           |
| ۱۳۹۹ | فسیل              | تهیه‌کننده            | کریم امینی                       | سینمایی           |
| ۱۳۹۸ | نارگیل۲           | تهیه‌کننده            | سید داود اطیابی                  | سینمایی           |
| ۱۳۹۸ | انفرادی           | تهیه‌کننده            | سید مسعود اطیابی                 | سینمایی           |
| ۱۳۹۸ | دینامیت           | تهیه‌کننده            | سید مسعود اطیابی                 | سینمایی           |
| ۱۳۹۷ | تگزاس ۲           | تهیه‌کننده            | سید مسعود اطیابی                 | سینمایی           |
| ۱۳۹۶ | تگزاس             | تهیه‌کننده            | سید مسعود اطیابی                 | سینمایی           |
| ۱۳۹۴ | من سالوادور نیستم | بازیگر و مدیر تولید  | منوچهر هادی                      | سینمایی           |